# Вечерняя Москва
«Вече́рняя Москва́» — ежедневная вечерняя столичная газета. Выходит пять дней в неделю, кроме субботы и воскресенья. Газета издаётся с 1923 года. В 2011 году проект был перезапущен и развивается при поддержке Правительства Москвы как городская газета.

## История

### Советский период

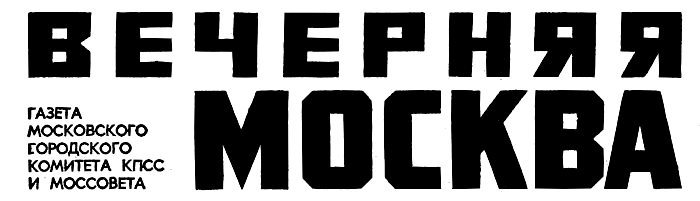
Старый логотип газеты

В 1923 году газета была основана как орган Моссовета. Первый номер «Вечерней Москвы» вышел 6 декабря 1923 года. Объём издания был половинного формата газеты «Правда». Первым главным редактором «Вечерней Москвы» стал Борис Волин, заместителем — Михаил Кольцов. Первые номера газеты не имели передовиц и напоминали информационный вестник: преобладали разрозненные сообщения о жизни столицы, описание происшествий, судебная хроника, цены на московском рынке, курс золотого рубля, рассказы о театральных и кинопремьерах, новинках моды (с выкройками) и т. п.
В 1927—1928 тираж газеты составлял 110 тысяч экземпляров, в отдельные дни — до 170 тысяч. В 1969 году тираж составил 550,3 тысяч.
С газетой активно сотрудничали поэты, писатели, драматурги. Дружил с «Вечёркой» Владимир Маяковский. Многие стихотворения были написаны поэтом специально по заданию редакции. Редакция публиковала и произведения зарубежных писателей.[каких?]
В 1948 году начались соревнования по спортивной стрельбе на приз газеты "Вечерняя Москва" (они проходили в Москве, победитель получал в награду украшенный гравировкой хрустальный кубок). 
«Вечерняя Москва» была одной из трёх газет, опубликовавших сообщения о смерти Бориса Пастернака (две другие — «Литература и жизнь» от 1.6.1960 и «Литературная газета» от 2.6.1960 года).
«Вечерняя Москва» была также одной из двух газет, опубликовавших 25 июля 1980 года небольшие некрологи на смерть Владимира Высоцкого (второй была газета «Советская культура»).
28 июля 1980 года в газете был помещён небольшой материал «В последний путь» — о прощании, гражданской панихиде и похоронах В. Высоцкого.
В 1990 году газета стала независимым изданием.

### Современность
С конца 2012 года редакция «Вечерней Москвы» издаёт еженедельник Троицкого и Новомосковского округов. С 2013 года «Вечерняя Москва» выпускает газету «Москвичка», ориентированную на женскую аудиторию.
По состоянию на начало 2015 года «Вечерняя Москва» представлена в нескольких форматах:
- утренний общественно-деловой выпуск реализуется ежедневно в киосках и по подписке;
- вечерний выпуск распространяется бесплатно 3 раза в неделю в вестибюлях станций Московского метрополитена;
- еженедельный «семейный» выпуск при поддержке Правительства Москвы еженедельно распространяется по подписке для социально незащищенных категорий москвичей.

## «Вечерние стихи»
«Вечерние стихи» — совместный литературно-критический проект газеты «Вечерняя Москва» и «Стихи.ру» был запущен в 2012 году в рамках сетевого телевизионного вещания «Вечерка. ТВ». Представляет собой телевизионный интернет-проект, в котором принимают участие приглашенные поэты и критики. Конкурс проходит в несколько этапов. В рамках каждого из них в студию приходят три поэта, которые по очереди выходят на сцену и читают свои стихи, после чего критики высказывают свое мнение. В финале сезона участники проекта борются за звание «Народный поэт».
В 2013 году проект получил диплом «За сохранение традиций отечественной литературы и русского языка» от Федерального агентства по печати и массовым коммуникациям.
Как отмечает создатель проекта Игорь Настенко, создание программы «Вечерние стихи» стало для «Вечерней Москвы» прототипом принципа интернет-вещания: «Основной успех проекта заключается в изначально заявленной стратегии развития — максимально использовать ресурсы интернет-сообществ и интерактивность как главное конкурентное преимущество перед традиционными эфирными каналами».

## Главные редакторы
- Волин, Борис Михайлович (1923—1924)
- Антошкин, Дмитрий Васильевич (1925—1928)[12]
- Барков, Владимир Николаевич (1928—1929)[13]
- Лазьян, Иосиф Герасимович (1929—1930)[14]
- Володин, Сергей Алексеевич (1930—1931)
- Цыпин, Григорий Евгеньевич (1931—1932)
- Ржанов, Георгий Александрович (1932—1933)
- Романовский, Абрам Миронович (1933—1937)
- Позднов, Михаил Михайлович (1937—1942)
- Василенко, Василий Степанович (1942—1945)
- Фомичёв, Андрей Андреевич (1945—1950)
- Сырокомский, Виталий Александрович (1963—1966)
- Индурский, Семён Давыдович (1966 — январь 1988)
- Лисин, Александр Иванович (1988—1998)
- Казарин, Юрий Иванович (февраль 1998—2000)
- Евсеев, Валерий Петрович (2000—2006)[15]
- Брантов, Пётр Юрьевич (3 февраля — 5 мая 2006)[16]
- Авязова, Жанна Семёновна (2006—2007)[17]
- Ряжский, Юрий Олегович (2007—2011)
- Куприянов, Александр Иванович (2011 — н. в.)

## Награды
- Благодарность Президента Российской Федерации (4 сентября 2023 года) — за заслуги в развитии средств массовой информации и многолетнюю добросовестную работу[18]
- Почётная грамота Московской городской Думы (21 января 2004 года) — за заслуги перед городским сообществом и в связи с 80-летием со дня основания[19]
- Почётная грамота Московской городской думы (19 апреля 2023 года) — за заслуги перед городским сообществом и в связи с юбилеем[20]